# نکروپولیس کرکوان

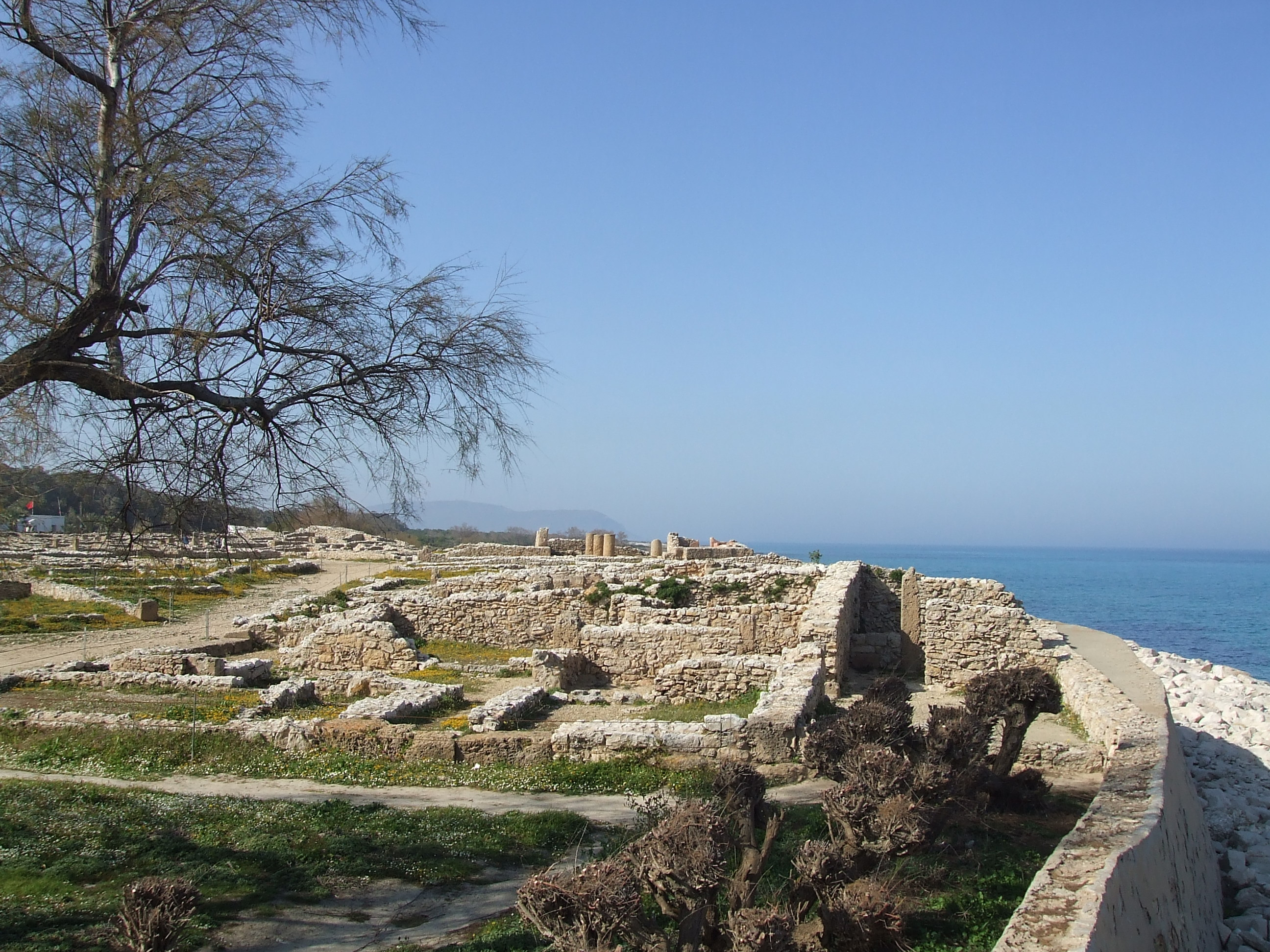
نمایی از کرانه و ساحل کرکوان

نکروپولیس کرکوان (انگلیسی: Necropolis of Kerkouane)، گورستان و شهر مردگانی در ۱/۵ کیلومتری شمال غربی شهر پونی کرکوان در شمال شرقی کشور تونس است. این نکروپولیس متشکل از مجموعه‌ای از طاق‌ها است که در تپه‌ای کنار دریا، چهار آرامگاه اصلی و محوطه دفن اطراف آن قرار گرفته‌اند. در سال ۱۹۸۵، یونسکو کرکوان و نکروپولیس آن را بخاطر آن که «بقایای آن تنها نمونه‌ای از یک شهر فینیقی-پونیکی است که باقی مانده» به عنوان میراث جهانی اعلام کرد.
این گورستان در سال ۱۹۲۹ توسط یک معلم کشف شد. این معلم مدرسه انبار بزرگی از اموال دفن شده را در درون مقبره‌ها پیدا کرد که با ارزش‌ترین آنها را به شکارچیان گنج و کلکسیونرها فروخت. آثار فروخته‌شده شامل انواع مختلف جواهرات، سرامیک و جواهرات اسکراب بود. بسیاری از اشیاء تشییع جنازه و سفال‌های بزرگ آنقدر سنگین بودند که نمی‌توانستند برداشته شوند و به همین دلیل در مقبره‌ها رها شدند یا از بین رفتند. مدتی بعد، پس از اینکه معلم مدرسه منبع ثروت خود را فاش کرد، کشف این گورستان به‌طور رسمی اعلان و مستند شد.